# 長澤悟
長澤悟（ながさわ さとる、1948年- ）は、日本の建築学者。工学博士。専門は建築計画（教育施設・地域施設・住宅）、建築設計。東京大学大学院博士課程修了。元東京大学助手。元日本大学工学部教授。東洋大学名誉教授。教育環境研究所所長。

## 代表作品
- 浪合学校(1991、日本建築学会賞作品賞)
- つくば市立東小学校
- 長岡市立東中学校計画指導(2009)
- 港区立六本木中学校(2000)
- 大洗町立南中学校(2000)
- 大洗町立第一中学校(2000)
- 天理市立前栽小学校(2016)
- 千葉市立海浜打瀬小学校(2001)

- 東浦町立卯の里小学校(2012)
- 広島県府中市立府中学園小学校・中学校2010、日本建築学会 日本建築学会作品選奨）
- 福井県坂井町立丸岡南中学校（2008、日本建築学会 日本建築学会作品選奨）
- 横浜市立港北小学校（2006、こども環境学会 こども環境学会デザイン賞）
- 山梨県昭和町立押原小学校（2006、日本建築学会 日本建築学会作品選奨）
- 福島県・矢吹町立矢吹小学校
- 三春町船引町学校組合立要田中学校（1995、日本建築学会東北支部 東北建築賞 公共建築賞第5回表彰）
- 名護市立東江中学校監修(1979)
- 三春町立桜中学校、コミュニティスクール「中郷学校」 （「福島県三春町における一連の学校計画」(日本建築学会賞(業績))
- 仙台市立東二番丁小学校 指導
- 福島･塙町立常豊小 指導
- 糸魚川市立糸魚川小学校・糸魚川市立ひすいの里総合学校(2014)
- 府中市立府中小学校・府中中学校"府中学園"(2010年日本建築学会作品選奨)
- 坂井市立丸岡南中学校（2008年日本建築学会作品選奨)
- 昭和町立押原小学校（2006年日本建築学会作品選奨)
- 棚倉町立社川小学校(1999、第18回福島県建築文化賞準賞)

## 著書
- やればできる学校革命（共著） : 日本評論社 1999
- 学校づくりの軌跡-福島県三春町の実践 : ボイックス 1999
- スクール・リボリューション-個性を育くむ学校建築計画 : 彰国社 2001
- 建築設計資料集成-総合編 : 丸善 2001
- 建築設計資料集成-教育・図書館 : 丸善 2003
- 子どものための建築と空間展（監修） : パナソニック汐留ミュージアム・青森県立美術館 （編）鹿島出版会 2019